# NGC 498
NGC 498 ist eine Linsenförmige Galaxie vom Hubble-Typ S0 im Sternbild Fische auf der Ekliptik. Sie ist schätzungsweise 281 Millionen Lichtjahre von der Milchstraße entfernt und hat einen Durchmesser von etwa 40.000 Lichtjahren. 

Im selben Himmelsareal befinden sich u. a. die Galaxien NGC 495, NGC 496, NGC 499, NGC 501.
Das Objekt wurde am 23. Oktober 1856 von dem irischen Astronomen R. J. Mitchell, einem Assistenten von William Parsons, entdeckt.